# Stiffelio
Stiffelio é uma ópera em três atos de Giuseppe Verdi, com libreto de Francesco Maria Piave, baseada na comédia francesa Le pasteur, ou L'évangile et le foyer de Émile Souvestre e Eugène Bourgeois. Esta ópera teve a primeira representação em 16 de novembro de 1850 no Teatro Grande em Trieste.
A ópera trata a questão, do adultério, cometida pela esposa de um pastor protestante, e termina de forma invulgar, citando as palavras do Novo Testamento. 
O fracasso da estreia forçou Verdi a alterar radicalmente a ópera, acrescentando um quarto ato, e a ação passa a decorrer na Idade Média. A nova versão, lançada com o título "Aroldo" (1857), teve grande sucesso, e a crítica foi mais favorável. 
| Intérprete                              | Tipo de Voz   | 1.ª representação, 16 de novembro de 1850 (Maestro: - ) |
| --------------------------------------- | ------------- | ------------------------------------------------------- |
| Stiffelio, Pastor Protestante           | tenor         | Gaetano Fraschini                                       |
| Lina, sua esposa                        | soprano       | Marietta Gazzaniga                                      |
| Stankar, pai de Lina, Capitão reformado | barítono      | Filippo Colini                                          |
| Raffaele, Amante de Lina                | tenor         | Ranieri Dei                                             |
| Jorg , Ministro da Igreja               | baixo         | Francesco Reduzzi                                       |
| Dorotea , empregada de Lina             | mezzo-soprano | Viezzoli De Silvestrini                                 |
| Federico, amante de Dorotea             | tenor         | Giovanni Petrovich                                      |

Gravações
| Ano  | Papéis (Stiffelio, Lina, Stankar, Jorg)                             | Maestro, Sala de Ópera e Orquestra                | Obs.                                         |
| ---- | ------------------------------------------------------------------- | ------------------------------------------------- | -------------------------------------------- |
| 1979 | José Carreras, Sylvia Sass, Matteo Manuguerra, Wladimiro Ganzarolli | Lamberto Gardelli, ORF Symphony orquestra e coro  | Audio CD: Philips ASIN: B00000E3VV           |
| 1993 | Plácido Domingo, Sharon Sweet, Vladimir Chernov, Paul Plishka       | James Levine, Metropolitan Opera orquestra e coro | DVD: Deutsche Grammophon Cat: 00440 073 4288 |
| 1993 | José Carreras, Catherine Malfitano, Gregory Yurisich, Gwynne Howell | Edward Downes, Royal Opera House orquestra e coro | DVD: Kultur Cat: D1497                       |